# Microstomatichthyoborus
Microstomatichthyoborus – rodzaj ryb promieniopłetwych z rodziny Distichodontidae.

## Zasięg występowania
Rodzaj obejmuje gatunki występujące w słodkich wodach Afryki.

## Morfologia
Długość ciała 5,4–7,5 cm.

## Systematyka
Rodzaj zdefiniowali w 1917 roku amerykańscy zoolodzy John Treadwell Nichols i Ludlow Griscom na łamach Bulletin of the American Museum of Natural History. Na gatunek typowy wyznaczono w ramach oznaczenia monotypowego M. bashforddeani. 

### Etymologia
- Microstomatichthyoborus: gr. μικρος mikros ‘mały’[5]; στομα stoma, στοματος stomatos ‘usta’[6]; rodzaj Ichthyborus Günther, 1864.
- Tristichodus: gr. τρεις treis, τρια tria ‘trzy’[7]; στιχος stikhos ‘rząd, szereg czegoś’[8]; οδους odous, οδοντος odontos ‘ząb’[9]. Typ nomenklatoryczny: Tristichodus christyi Boulenger, 1920.

### Podział systematyczny
Do rodzaju należą następujące gatunki:
- Microstomatichthyoborus bashforddeani Nichols & Griscom, 1917
- Microstomatichthyoborus katangae David & Poll, 1937